# ساتوشي تاجيري
ساتوشي تاجيري (باليابانية: 田尻智؛ ولادة: 28 أغسطس، 1965) هو مصمم ألعاب فيديو ياباني وُلِدَ بحي سيتاغايا بطوكيو. معروف بابتكاره لسلسلة الألعاب بوكيمون وَمُؤسس لشركة الألعاب غيم فريك.

## طفولته وتعليمه
عاشَ ساتوشي تاجيري في ضاحية ماتشيدا من ضواحي طوكيو وَكانَ شغوفًا بالحشرات وقد قضى وقتاً طويلاً في الهواء الطلق في جمعها ودراستها، مما أكسبه لقب "دكتور حشرة" (بالإنجليزية: Dr.Bug)‏ من أقرانه، وَكانَ يرغبُ أن يصيرَ عالم حشرات.يعتبر هذا الاهتمام المبكر بعلم الحشرات مصدر إلهام رئيسي لمفهوم البوكيمون. في أواخر السبعينات دُمرت الغابات والحدائق التي كان يجمع الحشرات فيها وعُمر مكانها شقق ومواقف. هذا الأمر أحزن ساتوشي تاجيري لأن أطفال هذا الزمان لن يستطيعوا جمع الحشرات كما فعل هو. وَمع هذا التوسع الحضري على حساب الطبيعة، أعرب تاجيري عن رغبته في ابتكار طريقة للأطفال لتجربة متعة جمع الحشرات حتى في ظل تواجد البيئة الحضرية.ساتوشي لم يحب المدرسة، أبوه رغب بأن يصبح مصلح كهربائي، لكن ساتوشي لم يحب هذه الفكرة. وقتها فكر بأن يعطي أطفال هذا الزمن القدرة على جمع الحشرات كما فعل هو ومن هنا بدأت فكرة البوكيمون.

## روابط خارجية
- ساتوشي تاجيري على موقع IMDb (الإنجليزية)
- ساتوشي تاجيري على موقع الموسوعة البريطانية (الإنجليزية)
- ساتوشي تاجيري على موقع ألو سيني (الفرنسية)
- ساتوشي تاجيري على موقع قاعدة بيانات الفيلم (الإنجليزية)